# Guerre de Laponie
Pour les articles homonymes, voir Laponie (homonymie).
Seconde Guerre mondiale
Batailles
- Opération Nordlicht (1944)
- Opération Tanne Ost
- Bataille d'Olhava
- Bataille de Tornio
- Bataille de Rovaniemi
- Offensive Petsamo-Kirkenes

La guerre de Laponie (en finnois : Lapin sota, en suédois : Lapplandskriget et en allemand : Lapplandkrieg) est un conflit qui s'est déroulé entre septembre 1944 et avril 1945, à la fin de la Seconde Guerre mondiale, opposant la Finlande et l'Allemagne pour le contrôle des mines de nickel (en), de la région de Petsamo. Pour les Finlandais, il s'agit d'un conflit distinct, similaire à la guerre de Continuation. Du point de vue allemand, la retraite, à travers la Laponie, faisait partie de la Seconde Guerre mondiale dans le cadre de leurs deux campagnes d'évacuation du nord de la Finlande et du nord de la Norvège : l'opération Birke et l'opération Nordlicht. L'armée finlandaise devait démobiliser ses forces tout en luttant pour forcer l'armée allemande à quitter la Finlande. Les forces allemandes se retirent en Norvège et la Finlande parvient à s'acquitter des obligations qui lui incombaient en vertu de l'armistice de Moscou, bien qu'elle fût officiellement en guerre avec l'Union soviétique, le Royaume-Uni et les dominions britanniques jusqu'à ce que la fin officielle de la guerre de continuation fût ratifiée par le Traité de paix de Paris, en 1947.

## Contexte

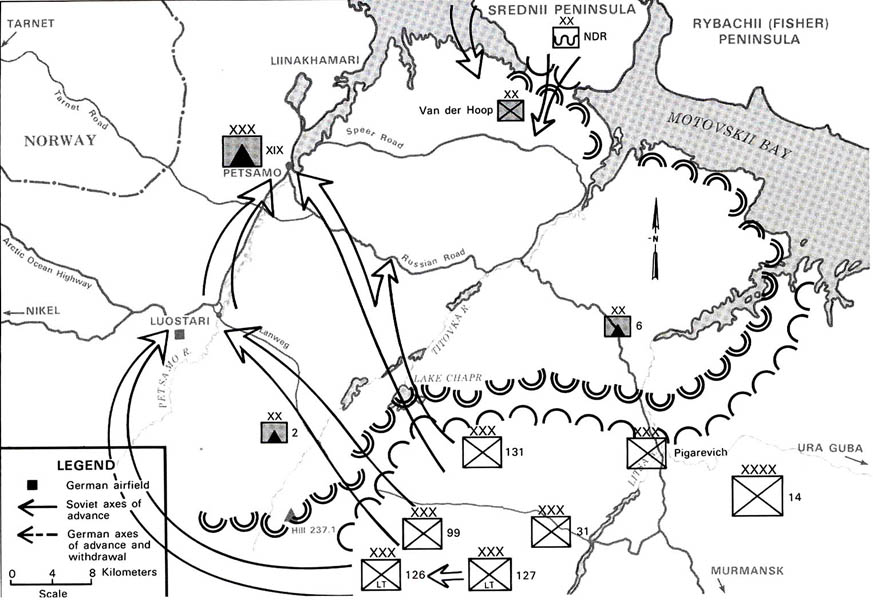
plan de l'offensive Petsamo-Kirkenes

Après la guerre d'Hiver, la Finlande avait conclu, le 1er octobre 1940, un accord de coopération économique et militaire avec l'Allemagne, qui permettait aux troupes du Reich de stationner sur le territoire finlandais, dans le cadre de la guerre de Continuation. Constatant le retournement de la situation militaire, pendant l'été 1943 le haut-commandement allemand se prépare à une possible paix séparée entre la Finlande et l'URSS. Il déplace ses troupes au nord afin de protéger les mines de nickel près de Petsamo.
Au cours de l'hiver 1943-1944, les Allemands améliorent les routes entre le nord de la Norvège et le nord de la Finlande en faisant un usage intensif du travail des prisonniers de guerre dans certaines régions. Les pertes, parmi ces prisonniers de guerre, sont élevées, en partie parce que beaucoup d'entre eux ont été capturés dans le sud de l'Europe et qu'ils sont toujours en uniforme d'été. Par ailleurs, après avoir examiné leurs positions défensives, les Allemands prévoient d'évacuer autant de matériel que possible de la région et préparent méticuleusement leur retraite. Le 9 avril 1944, la première phase de l'opération Birke est lancée. En juin 1944, les Allemands commencent à construire des fortifications pour contrer une avance ennemie du sud. Le 23 juin 1944, la mort accidentelle du Generaloberst Eduard Dietl conduit le Generaloberst Lothar Rendulic au commandement de la 20e armée de montagne.
Un changement au commandement finlandais, au début du mois d'août 1944 conduit les Allemands à croire que la Finlande tenterait de conclure un accord séparé avec l'Union soviétique. L'annonce finlandaise du cessez-le-feu déclenche des efforts frénétiques dans la 20e armée de montagne allemande, qui démarre, le 4 septembre, la seconde phase de l'opération Birke ainsi que d'autres évacuations matérielles de la Finlande. De grandes quantités d'équipements sont évacués du sud de la Finlande et des sanctions sévères sont prévues, en cas d'entrave à la retraite. Les forces finlandaises, qui incluent les 3e, 6e et 11e divisions, la division blindée ainsi que la 15e et les brigades Border Jaeger, sont déplacées pour faire face aux Allemands.

## Déroulement
Malgré des tentatives bilatérales pour parvenir à un retrait pacifique de la Wehrmacht, des combats ont lieu entre les forces allemandes et finlandaises avant même la signature du traité de paix soviéto-finlandais. Les combats s'intensifient après l'exigence soviétique de voir toutes les troupes allemandes expulsées de Finlande. Les Finlandais sont ainsi placés dans une situation semblable à celle des Italiens et des Roumains qui, après s'être rendus aux Alliés, ont dû combattre pour libérer leur territoire des forces allemandes. La tâche des forces finlandaises est compliquée par l'exigence soviétique que la plus grande partie de l'armée finlandaise soit démobilisée et ce, avant même la fin de campagne contre les Allemands.

### Baltique
Le 2 septembre 1944, après que les Finlandais ont informé les Allemands du cessez-le-feu, entre la Finlande et l'Union soviétique, les Allemands commencent à s'emparer des navires finlandais. Toutefois, comme cette mesure entraîne une réaction finlandaise de ne pas autoriser les navires à quitter la Finlande pour l'Allemagne et que cela risque de compromettre les évacuations matérielles de l'Opération Birke, elle est annulée. Après l'annulation de l'ordre, les Finlandais, à leur tour, autorisent le chargement d'un navire finlandais pour hâter les évacuations allemandes. Les premières mines navales allemandes sont posées dans les voies maritimes finlandaises, le 14 septembre 1944, sous prétexte d'être destinées contre les navires soviétiques, et bien que la Finlande et l'Allemagne ne soient pas encore en conflit ouvert à l'époque, les Allemands avertissent les Finlandais de leur intention.
Le 15 septembre 1944, la marine allemande tente de s'emparer de l'île de Hogland, dans le cadre de l'Opération Tanne Ost. En réponse, la Finlande retire immédiatement son navire de l'opération d'évacuation conjointe. Le dernier convoi allemand quitte Kemi, le 21 septembre 1944 et est escorté par deux sous-marins et, en outre, (au sud d'Åland) par des croiseurs allemands. Après la tentative de débarquement, un fort d'artillerie côtier finlandais empêche les militaires allemands de passer dans la mer Baltique, à Utö, le 15 septembre, car ils ont reçu l'ordre d'intercepter les forces allemandes. Cependant, le 16 septembre, un détachement naval allemand, composé du croiseur lourd Prinz Eugen, escorté par cinq destroyers, arrive à Utö. Le croiseur allemand reste hors de portée des canons finlandais de 152 mm et menace d'ouvrir le feu avec son artillerie. Afin d'éviter une effusion de sang, les Finlandais laissent passer les artilleurs.
Une opération de débarquement finlandaise commence, le 30 septembre 1944, lorsque trois navires de transport (SS Norma, SS Fritz S et SS Hesperus) partent sans escorte d'Oulu, en direction de Tornio. Ils arrivent le 1er octobre et parviennent à débarquer leurs troupes sans aucune réponse. Une deuxième vague de quatre navires arrive le 2 octobre et une troisième vague - trois navires puissants - réussissent à débarquer avec un seul navire légèrement endommagé par les bombardiers allemands. Le 4 octobre, les conditions météorologiques défavorables empêchent la couverture aérienne finlandaise d'atteindre Tornio, ce qui rend la quatrième vague de débarquement vulnérable aux bombardiers allemands Junkers Ju 87 qui jettent leurs bombes en piqué, et coulent le SS Bore IX et le SS Maininki, le long de la jetée. La cinquième vague, du 5 octobre, ne reçoit que des éclats d'obus légers, bien qu'elle ait été bombardée de la côte et par les airs. Les premiers navires de guerre finlandais, Hämeenmaa, Uusimaa, VMV 15 et VMV 16, arrivent avec la sixième vague, juste à temps pour voir les bombardiers allemands Focke-Wulf Fw 200 attaquer la flotte à Tornio avec des bombes planantes Henschel Hs 293 A, mais sans résultat. L'arrivée des moyens navals permet aux Finlandais de débarquer en toute sécurité du matériel lourd ce qui va jouer un rôle important pendant la bataille de Tornio.
Des marins à bord de navires finlandais, dans des ports allemands, dont la Norvège, ont été interpellés, et des sous-marins allemands ont coulé plusieurs navires civils finlandais. Les sous-marins allemands ont également connu un certain succès contre les navires militaires finlandais, notamment lors du naufrage de la navette Louhi. L'une des conséquences importantes de l'armistice finlandais avec l'Union soviétique a été que les forces navales soviétiques pouvaient désormais contourner les barrières de mines navales allemandes, larguées dans le golfe de Finlande, en utilisant les voies maritimes côtières finlandaises. Cela a permis aux sous-marins soviétiques, basés dans l'archipel finlandais, d'atteindre les navires allemands dans le sud de la mer Baltique.

### L'accord de cessez le feu

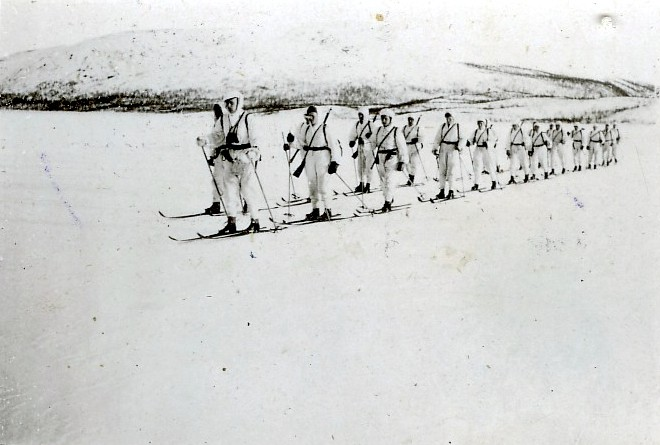
Les soldats finlandais durant la guerre de Laponie.

L'accord de cessez-le-feu entre la Finlande et l'Union soviétique oblige les Finlandais à rompre leurs relations diplomatiques avec l'Allemagne et à exiger publiquement le retrait de toutes les troupes allemandes de la Finlande avant le 15 septembre 1944. Les troupes restantes après la date limite doivent être désarmées et remises à l'Union soviétique. Même avec les efforts massifs des Allemands, lors de l'opération Birke, cela s'avère impossible, les Finlandais estimant qu'il faudrait trois mois aux Allemands pour évacuer complètement les lieux. La tâche est encore plus compliquée par la demande soviétique, de démobiliser la majeure partie des forces armées finlandaises, alors même qu'elles tentaient de mener une campagne militaire contre les Allemands. À l'exception des habitants de la région de Tornio, la majeure partie de la population civile de Laponie (168 000 personnes au total) est évacuée vers la Suède et le sud de la Finlande. L'évacuation est effectuée dans le cadre d'une coopération entre l'armée allemande et les autorités finlandaises, avant le début des hostilités.
Avant de décider d'accepter les demandes soviétiques, le président finlandais Carl Gustaf Emil Mannerheim écrit une lettre directement à Adolf Hitler :

« Nos frères d'armes allemands resteront à jamais dans nos cœurs. Les Allemands en Finlande n'étaient certainement pas les représentants du despotisme étranger, mais des aides et des frères d'armes. Mais même dans de tels cas, les étrangers se trouvent dans des situations difficiles exigeant un tel tact. Je peux vous assurer qu'au cours des dernières années, il ne s'est rien passé qui aurait pu nous inciter à considérer les troupes allemandes comme des intrus ou des oppresseurs. Je crois que l'attitude de l'armée allemande dans le nord de la Finlande envers la population et les autorités locales entrera dans notre histoire comme un exemple unique d'une relation cordiale et correcte… J'estime qu'il est de mon devoir de sortir mon peuple de la guerre. Je ne peux et je ne retournerai pas les armes que vous nous avez si généreusement fournies contre les Allemands. Je nourris l'espoir que vous, même si vous désapprouvez mon attitude, souhaiterez et vous efforcerez comme moi et tous les autres Finlandais de mettre fin à nos anciennes relations sans accroître la gravité de la situation. »

.

### Les manœuvres d'automne
Comme les Finlandais voulaient éviter la dévastation de leur pays et que les Allemands voulaient éviter les hostilités, les deux parties souhaitent que l'évacuation se fasse le plus harmonieusement possible. Le 15 septembre 1944, un accord secret est conclu par lequel les Allemands informent les Finlandais de leur calendrier de retrait et qui permet alors aux Allemands de détruire routes, chemins de fer et ponts. Dans la pratique, les frictions naissent rapidement, tant en raison de ces destructions causées par les Allemands que de la pression exercée sur les Finlandais par les Soviétiques. Il y eut plusieurs incidents entre les armées. Les Finlandais déploient leur 3e Division, 11e Division et 15e brigade sur la zone côtière, la 6e et les divisions blindées à Pudasjärvi et la brigade de Border Jaeger à l'est du pays.

### Premiers affrontements

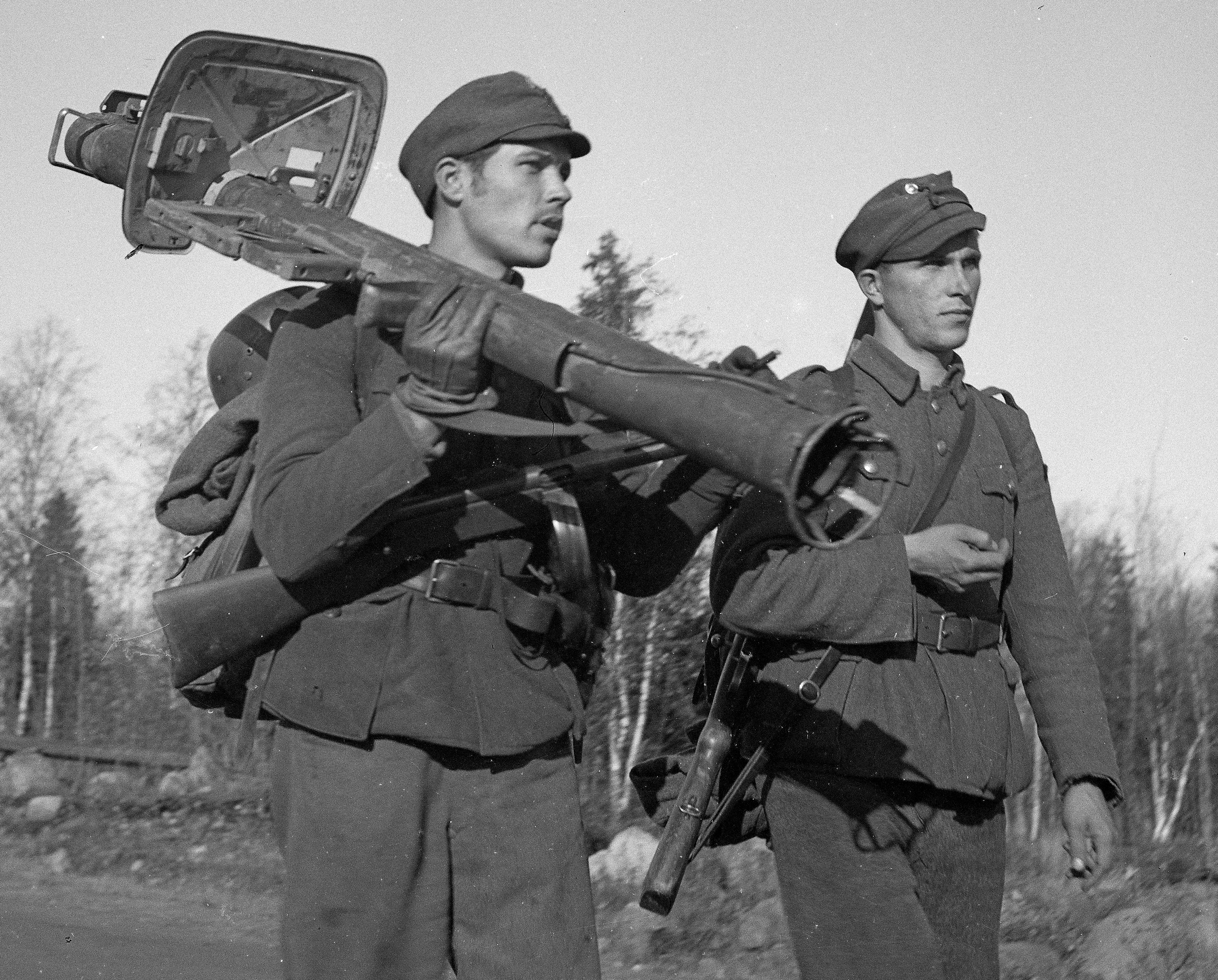
Patrouille finlandaise antichar progressant vers Kemi durant les combats avec les Allemands (octobre 1944).

La première opération violente se produit entre les forces finlandaises et la 20e Armée de Montagne, à 20 km au sud-ouest de Pudasjärvi, vers 8 heures, le 28 septembre 1944, lorsque les unités d'avant-poste finlandaises lancent d'abord une demande de reddition, puis ouvrent le feu sur un petit contingent d'arrière-garde allemande. Cela prend les Allemands par surprise, puisque les Finlandais avaient préalablement accepté de les avertir s'ils étaient forcés de prendre des mesures hostiles contre eux. Après l'incident, le contact partiel est rétabli : les Allemands indiquent aux Finlandais qu'ils n'ont aucun intérêt à les combattre, mais qu'ils ne se rendraient pas. L'incident suivant se produit le 29 septembre à un pont traversant la rivière Olhava entre Kemi et Oulu. Les troupes finlandaises, qui avaient reçu l'ordre de prendre le pont intact, tentent de désarmer les explosifs installés sur le pont, lorsque les Allemands les font exploser, démolissant le pont et tuant le commandant de la compagnie des Finlandais, entre autres. Le 30 septembre, les Finlandais tentent d'encercler les Allemands à Pudasjärvi par des mouvements de flanc à travers les forêts et réussissent à couper la route qui mène vers le nord. Mais à ce moment-là, la majeure partie des forces allemandes à Pudasjärvi est déjà partie, ne laissant derrière elle qu'un petit détachement qui, après avoir averti les Finlandais, fait sauter un dépôt de munitions.

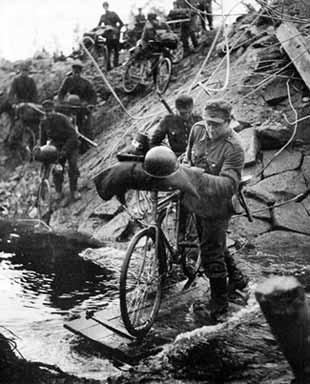
Soldats finlandais traversant une rivière à la suite de la destruction d'un pont par les troupes allemandes (octobre-novembre 1944).

Les combats s'intensifient le 1er octobre 1944, lorsque les Finlandais lancent une invasion maritime risquée près de Tornio, à la frontière suédoise. À l'origine, le débarquement était planifié en tant que simple raid de diversion, l'assaut principal devant avoir lieu à Kemi, où le détachement finlandais, de la taille d'un bataillon, le détachement Pennanen (Osasto Pennanen), contrôlait déjà d'importantes installations industrielles sur l'île d'Ajos. Diverses observations - notamment la présence d'une garnison allemande beaucoup plus forte à Kemi, déjà alertée par des attaques locales - incitent les Finlandais à changer de cible à Röyttä, le port extérieur de Tornio. Les Finlandais débarquent d'abord le 11e régiment d'infanterie (JR 11) qui, avec un soulèvement civique dirigé par des gardes à Tornio, parviennent à sécuriser à la fois le port et la majeure partie de la ville, ainsi que les importants ponts sur le fleuve Torne. Cependant, l'attaque s'enlise rapidement en raison de la désorganisation - dont certaines sont provoquées par l'alcool pillé dans les dépôts de ravitaillement allemands, et le durcissement de la résistance. Durant la bataille de Tornio qui suit, les Allemands se battent durement pour reprendre la ville, car elle constitue une importante liaison de transport entre les deux routes parallèles à la rivière Kemijoki et au fleuve Torme. Leurs forces se composent initialement de la Division Kräutler (l'équivalent d'un régiment légèrement renforcé) qui sont ensuite renforcées par une compagnie blindée (2e Compagnie de Panzer Abteilung 211), deux bataillons d'infanterie et la brigade à ski de mitrailleurs finlandais. Les Finlandais renforcent leurs troupes avec deux régiments d'infanterie (JR 50 et JR 53) et réussirent à contenir la zone, repoussant plusieurs contre-attaques allemandes. Le combat acharné dure une semaine, jusqu'au 8 octobre 1944, date à laquelle les Allemands sont finalement contraints de se retirer.
Pendant ce temps, les troupes finlandaises avancent par voie terrestre d'Oulu vers Kemi, la 15e brigade progressant lentement, même face à la faible résistance allemande. Leur progression est entravée par la destruction efficace des routes et des ponts par les Allemands qui se sont retirés, ainsi que par le manque d'esprit combatif des troupes finlandaises et celui de leurs chefs. Les Finlandais attaquent Kemi le 7 octobre 1944, tentant d'encercler les Allemands par une attaque frontale de la 15e brigade et une attaque par l'arrière du détachement Pennanen. La forte résistance allemande, la présence de civils dans la région et le pillage d'alcool empêchent les Finlandais de réussir pleinement à piéger tous les Allemands. Bien que les forces finlandaises aient fait plusieurs centaines de prisonniers, elles ne parviennent pas à empêcher les Allemands de démolir les importants ponts sur la rivière Kemijoki, une fois qu'ils ont commencé leur retraite le 8 octobre.

### Actions supplémentaires dans la guerre de Laponie

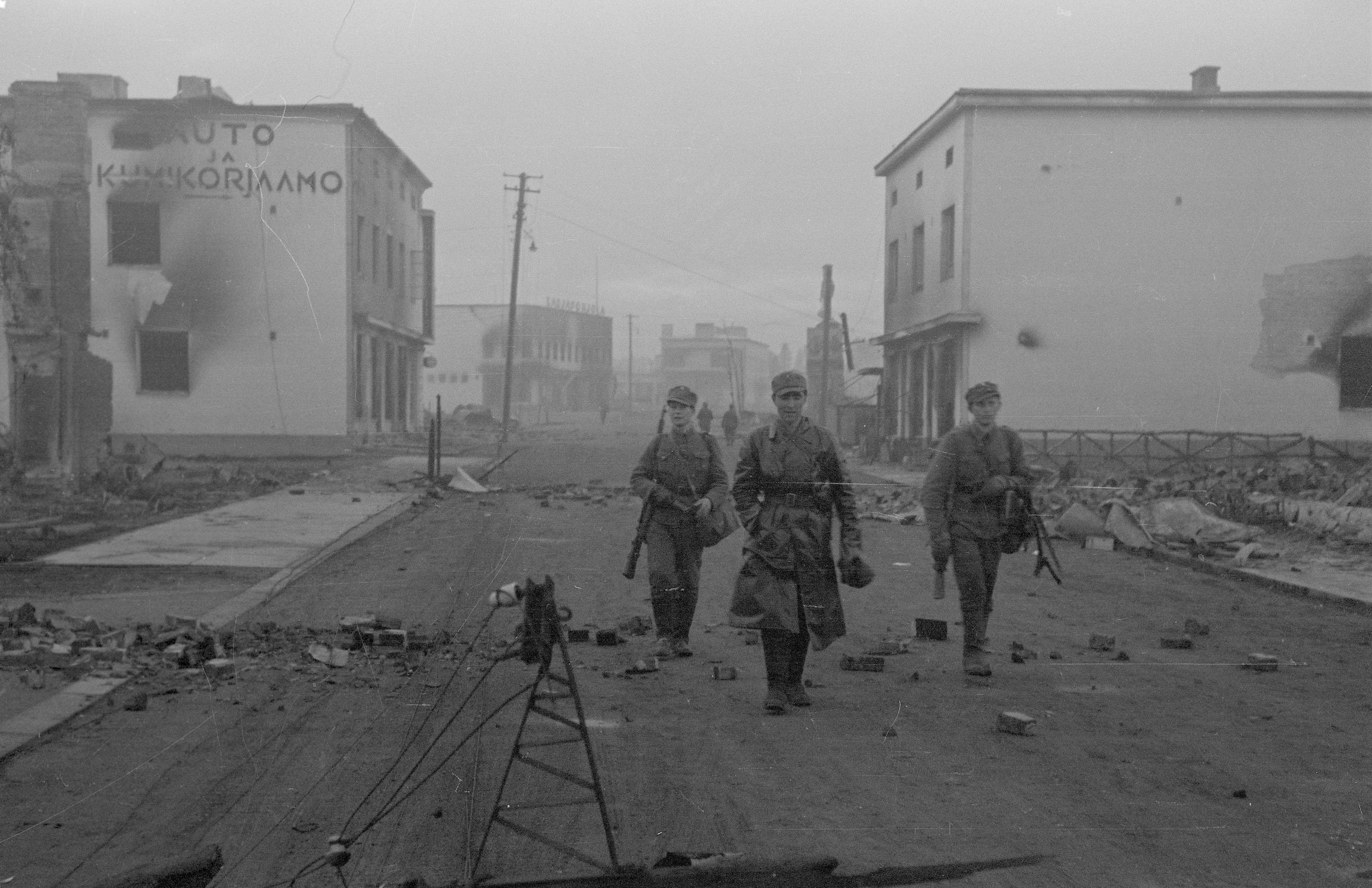
Les troupes finlandaises arrivent à Rovaniemi détruite par les Allemands.

Alors que les efforts de guerre alliés contre l'Allemagne se poursuivent, la direction de la 20e Armée de montagne, ainsi que l'Oberkommando der Wehrmacht, en arrivent à croire qu'il serait dangereux de maintenir des positions en Laponie et dans le nord de la Norvège, à l'est de Lyngen et commencent à se préparer au retrait. Après de longs retards, Hitler accepte la proposition, le 4 octobre 1944, celle-ci est baptisée, le 6 octobre 1944, opération Nordlicht. Au lieu d'une retraite progressive du sud de la Laponie vers des positions fortifiées, plus au nord, lors de l'évacuation de tout le matériel, comme lors de l'opération Birke, l'opération Nordlicht appelle à un retrait rapide et strictement organisé directement derrière le fjord Lyngen en Norvège, sous la pression des forces ennemies.
Lorsque les Allemands se retirent, le mouvement se limite surtout aux abords immédiats des trois routes principales de la Laponie, ce qui restreint considérablement les activités militaires. En général, les actions suivent un schéma dans lequel les unités finlandaises qui avancent, rencontrent les arrière-gardes allemandes et tentent de les attaquer à pied, le réseau routier détruit, les empêchant de se servir de l'artillerie et des autres armes lourdes. Alors que les fusiliers finlandais se fraient lentement un chemin à travers les bois denses et les marais, les unités allemandes motorisées s'éloignent simplement et prennent position plus loin sur la route.

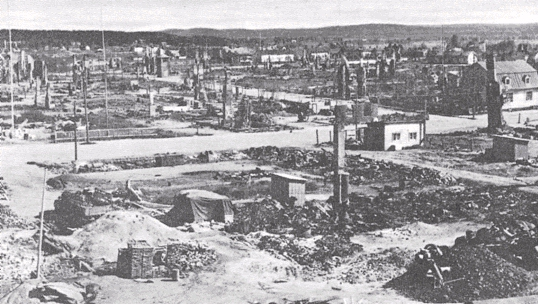
La ville de Rovaniemi détruite par les Allemands.

Les forces finlandaises commencent à poursuivre les Allemands. La 11e Division finlandaise avance au nord de Tornio, sur la route, qui longe le fleuve Torne tandis que la 3e Division progresse de Kemi vers Rovaniemi. Après la 6e et les divisions blindées aient fait la jonction à Pudasjärvi, elles avancent vers le nord, d'abord vers Ranua, puis vers Rovaniemi. La brigade Border Jaeger se déplace vers le nord, le long de la frontière orientale, déposant des gardes-frontières au fur et à mesure qu'elle avance. En raison de la destruction du réseau routier, les Finlandais sont contraints d'utiliser les troupes de combat pour les travaux de réparation. Parfois, par exemple, toute la 15e brigade a pour mission de construire des routes. Les troupes finlandaises qui avancent de Kemi vers Rovaniemi n'ont pas d'action réelle, car les troupes finlandaises à pied ne peuvent suivre le mouvement de retrait des unités allemandes motorisées. Cependant, sur la route menant de Ranua vers Rovaniemi, il y a plusieurs petites batailles, d'abord à Ylimaa, puis à Kivitaival, puis à Rovaniemi. Au nord de Rovaniemi, les Finlandais rencontrent des positions fortement renforcées de remparts allemands à Tankavaara (en). Sur la route qui longe le fleuve Torne et la rivière Muonio, la retraite allemande se déroule si bien qu'il n' y a eu aucun combat jusqu'à ce que la 11e Division finlandaise atteigne le village de Muonio.

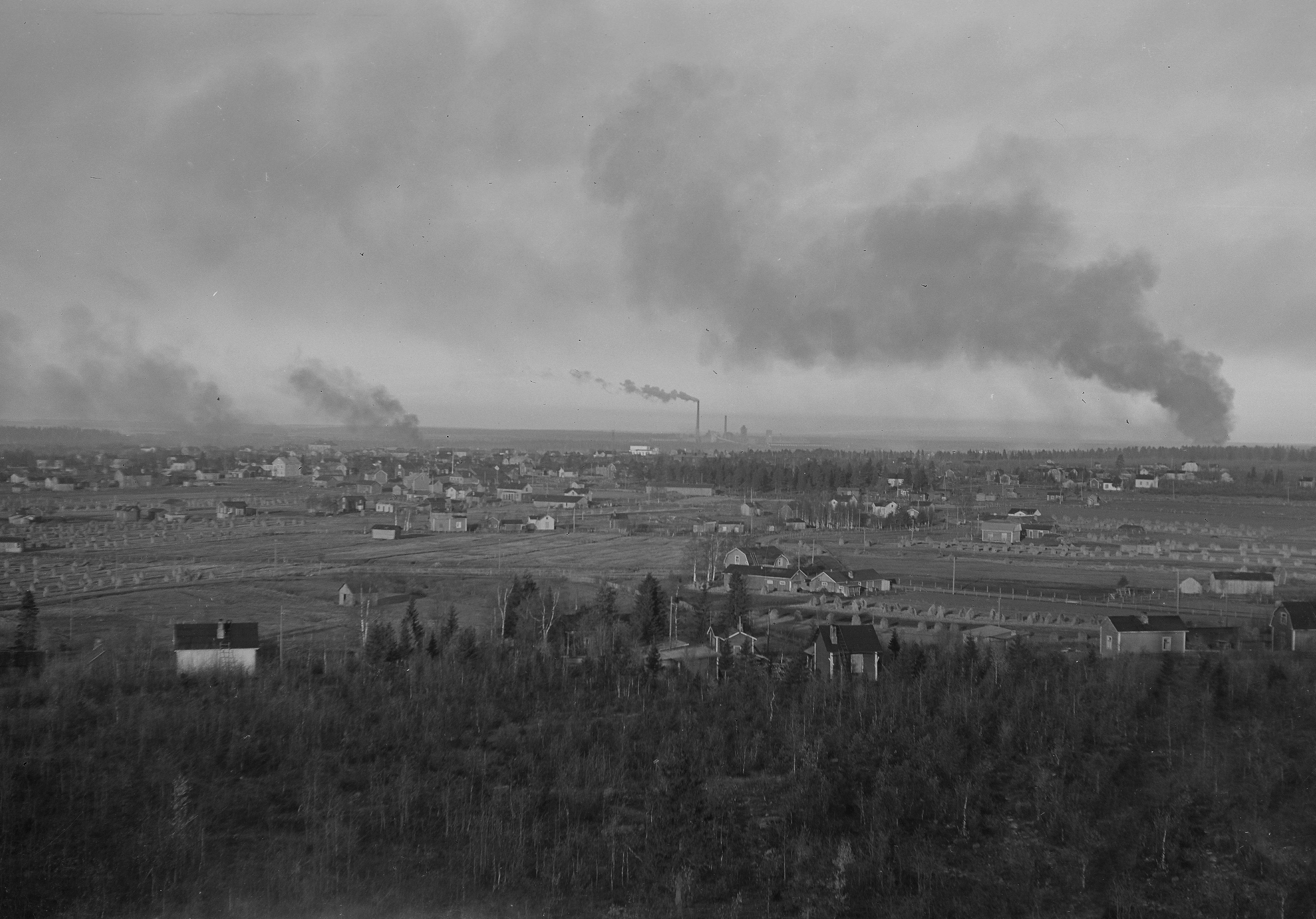
Le bombardement de Kemi, par les Allemands, le 7 octobre 1944.

À Ylimaaa, le 7 octobre, les Finlandais mettent la main sur des documents détaillant les positions allemandes, les forçant à combattre dans une action retardatrice non prévue par le calendrier préétabli. Cependant, comme les forces sont à peu près aussi nombreuses, le manque d'armes lourdes finlandaises et l'épuisement causé par les longues marches, empêchent la brigade finlandaise Jaeger, de piéger le 218e régiment de montagne allemand, qui résiste, avant qu'elle ne reçoive la permission de se retirer, le 9 octobre. À Kivitaival, le 13 octobre, les cartes sont rebattues et seule une retraite fortuite du 218e régiment de montagne sauve le 33e régiment d'infanterie finlandais d'une attaque sévère. La retraite allemande permet aux Finlandais d'encercler l'un des bataillons en retard, mais le 218e régiment de montagne allemand revient et parvient à sauver le bataillon en détresse. Les premières unités finlandaises qui atteignent les environs de Rovaniemi sont des éléments de la brigade Jaeger, arrivant de Ranua, le 14 octobre. Les Allemands repoussent les tentatives finlandaises de s'emparer du dernier pont intact sur la rivière Kemijoki, puis laissent aux Finlandais la ville en grande partie détruite, le 16 octobre 1944.
À Tankavaara, à peine quatre bataillons de la brigade finlandaise Jaeger tentent, sans succès, de déloger la 169e division d'infanterie, forte de 12 bataillons, retranchés dans des fortifications préparées. Les forces finlandaises atteignent la zone, pour la première fois, le 26 octobre, mais ne parviennent à gagner du terrain que le 1er novembre, quand les Allemands se retirent plus au nord. À Muonio, le 26 octobre, le Kampfgruppe Esch allemand, quatre bataillons et la 6e division de montagne SS du Nord prennent de nouveau une supériorité numérique et matérielle, appuyés de l'artillerie et des blindés, ce qui empêche les Finlandais de prendre le dessus, en dépit d'opérations de flanc, réussies au départ par les 8e et 50e régiments d'infanterie. Le plan finlandais est d'empêcher la division de montagne SS, qui marche en direction de Kittilä, d'atteindre Muonio, et ainsi de la piéger. Cependant, les actions retardées du Kampfgruppe Esch et la destruction du réseau routier empêchent les Finlandais d'atteindre Muonio avant la division de montagnes SS.

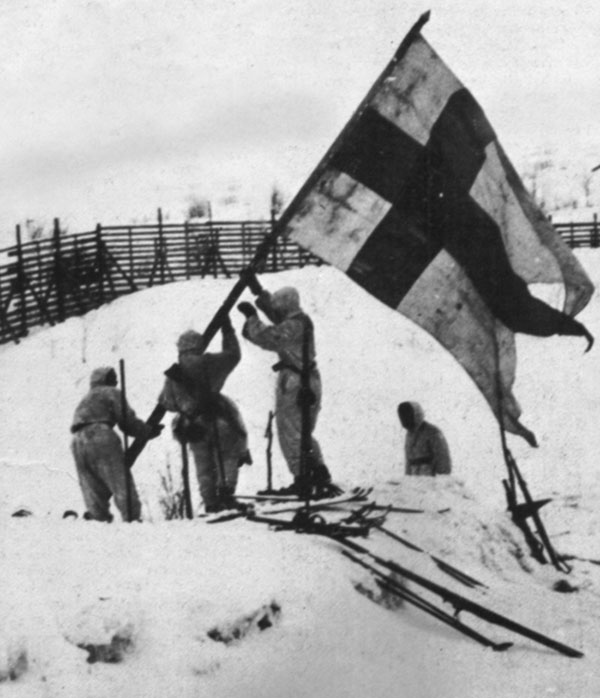
Victoire en Laponie, les Finlandais hissent un drapeau à la frontière finno-norvégienne après avoir chassé les Allemands, leurs anciens alliés, de la Finlande (27 avril 1945).

### La retraite allemande en Norvège
Pour des raisons pratiques, la guerre de Laponie prend fin au début de novembre 1944. Dans le nord-est de la Laponie, après avoir retenu les Finlandais à Tankavaara, les Allemands se retirent rapidement de Finlande à Karigasniemi, le 25 novembre 1944. La brigade finlandaise Jaeger qui les poursuit est en manque d'hommes, en raison de la démobilisation. Dans le nord-ouest de la Laponie, il ne reste que quatre bataillons de troupes finlandaises, le 4 novembre et, en février 1945, seulement 600 hommes. Les Allemands poursuivent leur retraite mais restent dans des positions fortifiées, d'abord à Palojoensuu, un village situé à environ 50 km au nord de Muonio, le long du fleuve Torne, au début de novembre 1944, d'où ils se déplacent plus loin, vers des positions, le long de la rivière Lätäseno, le 26 novembre. La 7e division de montagne allemande conserve ces positions jusqu'au 10 janvier 1945, date à laquelle le nord de la Norvège est évacué et les positions du fjord Lyngen sont occupées. Certaines positions allemandes qui défendent Lyngen, sont déployées au-delà de la frontière finlandaise, mais aucune activité réelle n'a lieu, avant le retrait final des Allemands de Finlande, le 25 avril 1945.

## Conséquences

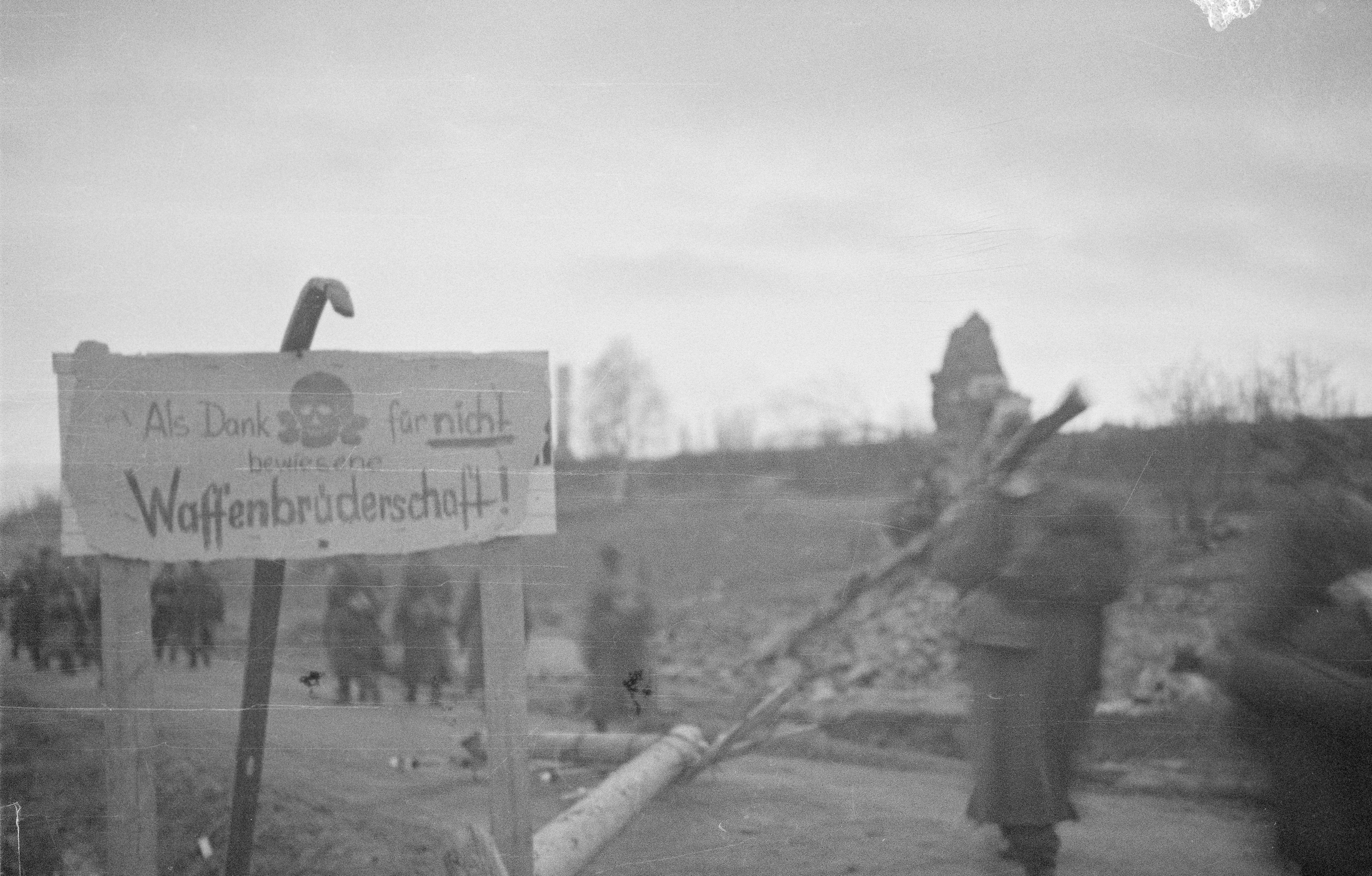
Photo d'un panneau laissé par les Allemands indiquant En remerciement de la fraternité armée NON démontrée. (Laponie, 1944).

Dès le début de la guerre, les Allemands ont systématiquement détruit et miné les routes et les ponts, mais aussi au moment de leur retraite. Cependant, après les premiers combats réels, le commandant allemand, le général Lothar Rendulic, a donné plusieurs ordres concernant la destruction de biens finlandais en Laponie. Le 6 octobre, une ordonnance stricte est émise qui ne cite comme cibles que des sites militaires ou d'importance militaire. Le 8 octobre, après les combats de Tornio et dans la région de Kemi, il est devenu évident que les Allemands avaient fait plusieurs bombardements, ciblant des zones industrielles de Kemi et leur infligeant de lourds dégâts. Cependant, le 9 octobre, l'ordonnance de démolition est étendue à tous les bâtiments gouvernementaux, à l'exception des hôpitaux. Le 13 octobre, toutes les structures habitables, y compris les granges, à l'exception des hôpitaux et des églises, sont détruites au nord de la ligne allant d'Ylitornio, via Sinettä (un petit village situé à environ 20 km au nord-ouest de Rovaniemi), à Sodankylä, ainsi que les colonies répertoriées, dans le nord de la Finlande. Bien qu'il soit logique, du point de vue allemand, de faire cela pour empêcher les forces poursuivantes et qu'elles ne puissent pas obtenir un abri, cela a un effet très limité sur les Finlandais qui, contrairement aux Allemands, emportent toujours des tentes avec eux et n'ont pas besoin d'autre abri.
À Rovaniemi, les Allemands se sont d'abord concentrés sur la destruction des bâtiments gouvernementaux, mais une fois que les incendies s'éteignaient, plusieurs autres bâtiments ont été détruits. Cependant, les tentatives allemandes de contenir les incendies échouent et un train chargé de munitions prend feu à la gare de Rovaniemi, le 14 octobre, provoquant une explosion massive qui cause d'autres destructions et propage l'incendie dans les bâtiments de la ville, principalement en bois. Ces tentatives allemandes de combattre l'incendie avaient échoué au moment où, le 16 octobre, ils abandonnent la ville aux Finlandais qui arrivent.

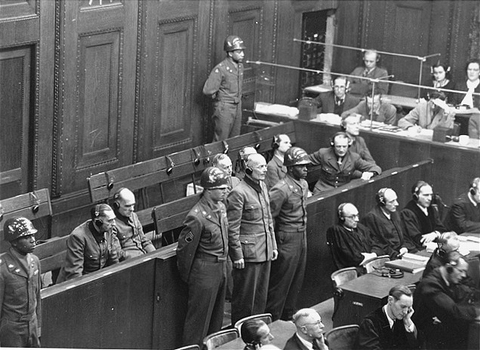
Le procès de Lothar Rendulic à Nuremberg.

Au cours de leur retraite, les forces allemandes, sous la direction du général Lothar Rendulic, dévastent de grandes régions du nord de la Finlande avec des tactiques de terre brûlée. En conséquence, quelque 40 à 47 % des habitations de la région ont été détruites et la capitale provinciale de Rovaniemi a été incendiée, tout comme les villages de Savukoski et d'Enontekiö. Les deux tiers des bâtiments des principaux villages de Sodankylä, Muonio, Kolari, Salla et Pello ont été démolis, 675 ponts ont été détruits, toutes les routes principales ont été minées et 3 700 km de lignes téléphoniques ont été détruits.
En plus des pertes matérielles, estimées à environ 300 millions de dollars US, de 1945 (3,99 milliards de dollars US de 2017), environ 100 000 habitants sont devenus des réfugiés, ce qui a aggravé les problèmes de reconstruction d'après-guerre. Après la guerre, les Alliés condamnent Rendulic pour crimes de guerre, et il est condamné à 20 ans de prison, bien que les accusations concernant la dévastation de la Laponie aient été abandonnées. Il a été libéré au bout de six ans et deviendra écrivain puis homme politique en Autriche.
Les pertes militaires, causées par le conflit, ont été relativement limitées : 774 morts au combat, 262 disparus au combat et environ 3 000 blessés au combat pour les troupes finlandaises et 1 200 tués et 2 000 blessés au combat pour les Allemands. En outre, 1 300 soldats allemands sont devenus prisonniers de guerre et ont été remis à l'Union soviétique, selon les termes de l'armistice signées avec les Soviétiques. Le minage terrestre massif, fait par les Allemands, a causé des pertes civiles pendant des décennies après la guerre et près de 100 démineurs furent tués au cours de leurs opérations. Des centaines de femmes finlandaises qui avaient été fiancées à des soldats allemands ou qui travaillaient pour l'armée allemande sont parties avec les troupes allemandes, rencontrant divers destins.

## Bilan et suites
Plus d'un tiers des habitations de la région ont été détruites, et la capitale de la province, Rovaniemi, a été totalement détruite. Environ 100 000 personnes sont devenues des réfugiés. Après la guerre, le général Rendulic est condamné à 20 ans de réclusion criminelle pour crimes de guerre, peine qu'il effectue du 19 février 1948 au 1er février 1951.
Les dernières troupes allemandes sont expulsées en avril 1945. Bien que les officiers fissent un gros effort pour limiter les pertes de chaque côté, un millier de Finlandais et autant d'Allemands périrent durant cette guerre.
La région de Petsamo est annexée par l'Union soviétique, lors du traité de Paris de 1947.

## Source de la traduction
- (en) Cet article est partiellement ou en totalité issu de l’article de Wikipédia en anglais intitulé « Lapland War » (voir la liste des auteurs).